# 中城村
中城村（日语：／ Nakagusuku son */?，琉球語：／ ）為位於日本琉球列島沖繩群島沖繩島南部地區東側的行政區劃；轄內多為丘陵地，臨中城灣。
其人口數為全日本第三高的村級行政區劃，次於同縣的讀谷村及茨城縣東海村，人口密度也是為全日本第二高的村級行政區劃，僅次於其北側的北中城村。
在北部沿海區域有沖繩電力在沖繩島發電量最大的吉之浦火力發電廠。

## 人口
| 中城村人口分布圖 |                                               |  |
| 中城村與日本全國年齡別人口分布比較圖 （2005年資料） | 中城村的年齡、男女別人口分布圖 （2005年資料） |  |
| ■紫色是中城村 ■綠色是全国 | ■藍色是男性 ■紅色是女性                       |  |
| 中城村人口變化 \| 1970年 \| 9,747人 \| \| \| 1975年 \| 10,315人 \| \| \| 1980年 \| 10,346人 \| \| \| 1985年 \| 10,765人 \| \| \| 1990年 \| 12,060人 \| \| \| 1995年 \| 13,832人 \| \| \| 2000年 \| 14,987人 \| \| \| 2005年 \| 15,798人 \| \| \| 2010年 \| 17,680人 \| \| \| 2015年 \| 19,454人 \| \| \| 2020年 \| 22,157人 \| \| |                                               |  |
| 資料來源：日本總務省統計中心提供之人口普查數據 |                                               |  |
| 1970年 | 9,747人                                       |  |
| 1975年 | 10,315人                                      |  |
| 1980年 | 10,346人                                      |  |
| 1985年 | 10,765人                                      |  |
| 1990年 | 12,060人                                      |  |
| 1995年 | 13,832人                                      |  |
| 2000年 | 14,987人                                      |  |
| 2005年 | 15,798人                                      |  |
| 2010年 | 17,680人                                      |  |
| 2015年 | 19,454人                                      |  |
| 2020年 | 22,157人                                      |  |

## 歷史
在14世紀末琉球王國第一尚氏王朝的按司護佐丸曾在此建設中城城，17世紀初琉球王國在此設立中城間切，在1870年代日本吞併琉球後屬於日本沖繩縣，初期本地仍繼續使用間切的行政區劃，直到1908年沖繩縣實施島嶼町村制，中城間切才被改設為中城村。
二次大戰後美軍在中城村村內建立基地，使得中城村被美軍基地分隔成南北兩處，中城村北部區域也因此在1946年分出獨立設置為北中城村。
此後中城村和北中城村在2004年一度共同設立合併協議會討論是否合併，甚至一度決議合併後將升級為市級行政區劃成為「中城市」，不過最後在北中城村內未能取得合併的共識，雙方於2005年放棄合併計畫，並解散合併協議會。

### 變遷表
| 1896年4月1日 | 1896年 - 1912年         | 1912年 - 1944年         | 1945年 - 1954年            | 1955年 - 1989年            | 1989年 - 現在              | 現在                       |
| ------------ | ----------------------- | ----------------------- | -------------------------- | -------------------------- | -------------------------- | -------------------------- |
| 中城間切     | 1908年4月1日 改設中城村 | 1908年4月1日 改設中城村 | 1946年5月20日 設立北中城村 | 1946年5月20日 設立北中城村 | 1946年5月20日 設立北中城村 | 1946年5月20日 設立北中城村 |
| 中城間切     | 1908年4月1日 改設中城村 | 1908年4月1日 改設中城村 | 中城村                     |                            |                            |                            |

## 交通
高速公路沖繩自動車道從轄內西側與宜野灣市的交界處附近以南北向通過，在轄內設有中城休息區，並有高速巴士的車站，在休息區內的車站可利用行經高速公路的高速巴士前往那霸市，或是往北可至宇流麻市、名護市，但如為開車則需自位於西原町的西原交流道下高速公路後，再經由沖繩縣道34號宜野灣西原線進入轄內；町內最主要的交通幹道為國道329號，其以南北向貫穿整個轄區，在町內的各區域則有那霸巴士和東陽巴士的客運路線，同樣也可以藉由這些客運路線前往周邊的町村及那霸市。

## 觀光資源
中城城琉球王國時期於14世紀所建的城堡，並持續使用了近一百年才廢棄；1955年美國治理琉球時期的琉球政府將中城城遺址列為重要文化財產，1972年沖繩政權移交給日本後，日本政府繼續將其列為國家史跡。2000年更與首里城等琉球王國時代的遺跡以「琉球王國的城堡以及相關遺產群」被聯合國教科文組織登錄為世界遺產，2007年被列入日本100名城。
2020年開始以插畫家和遥树奈所設計的虛擬代言人「琉花」作為宣傳大使。

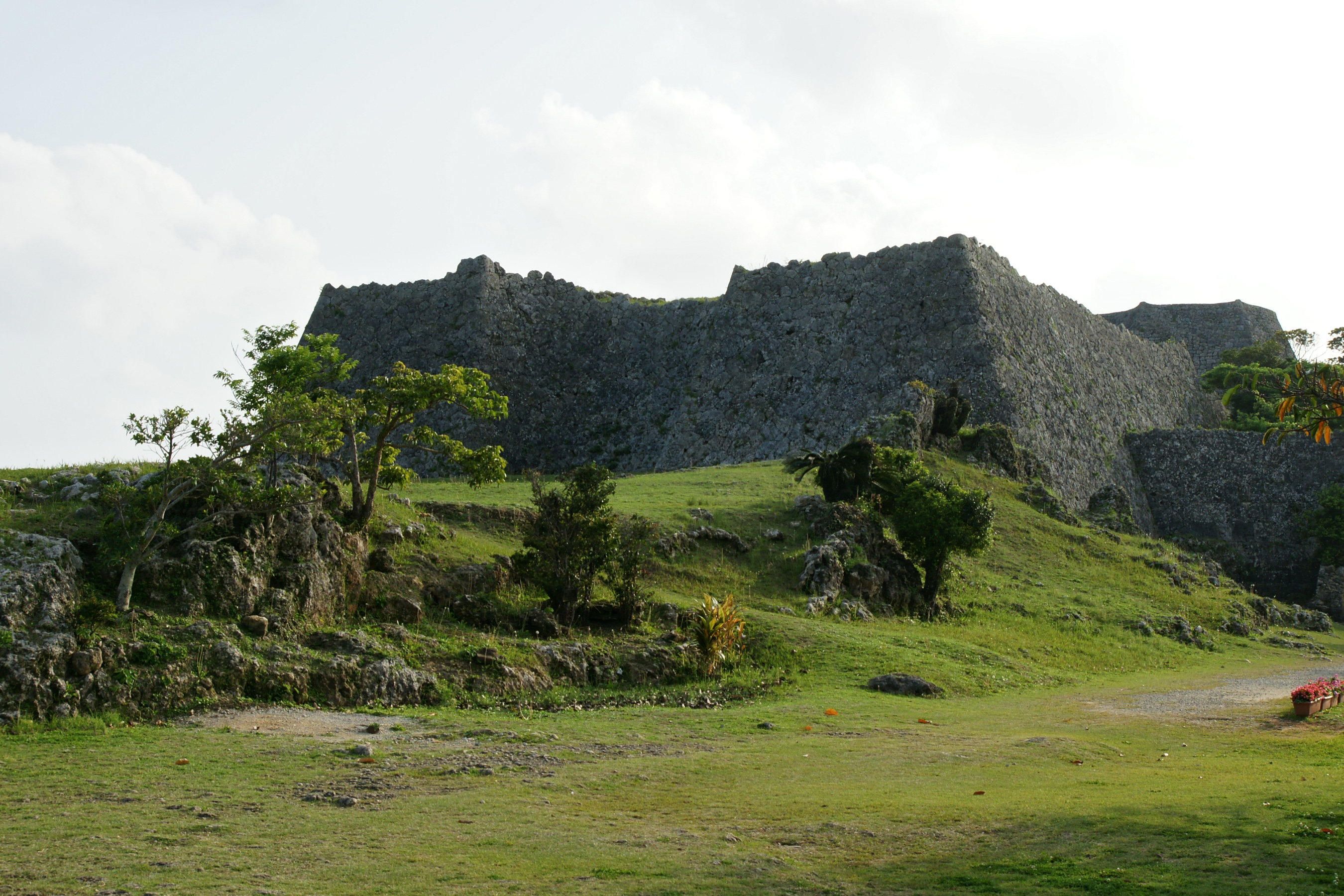
中城城遺址
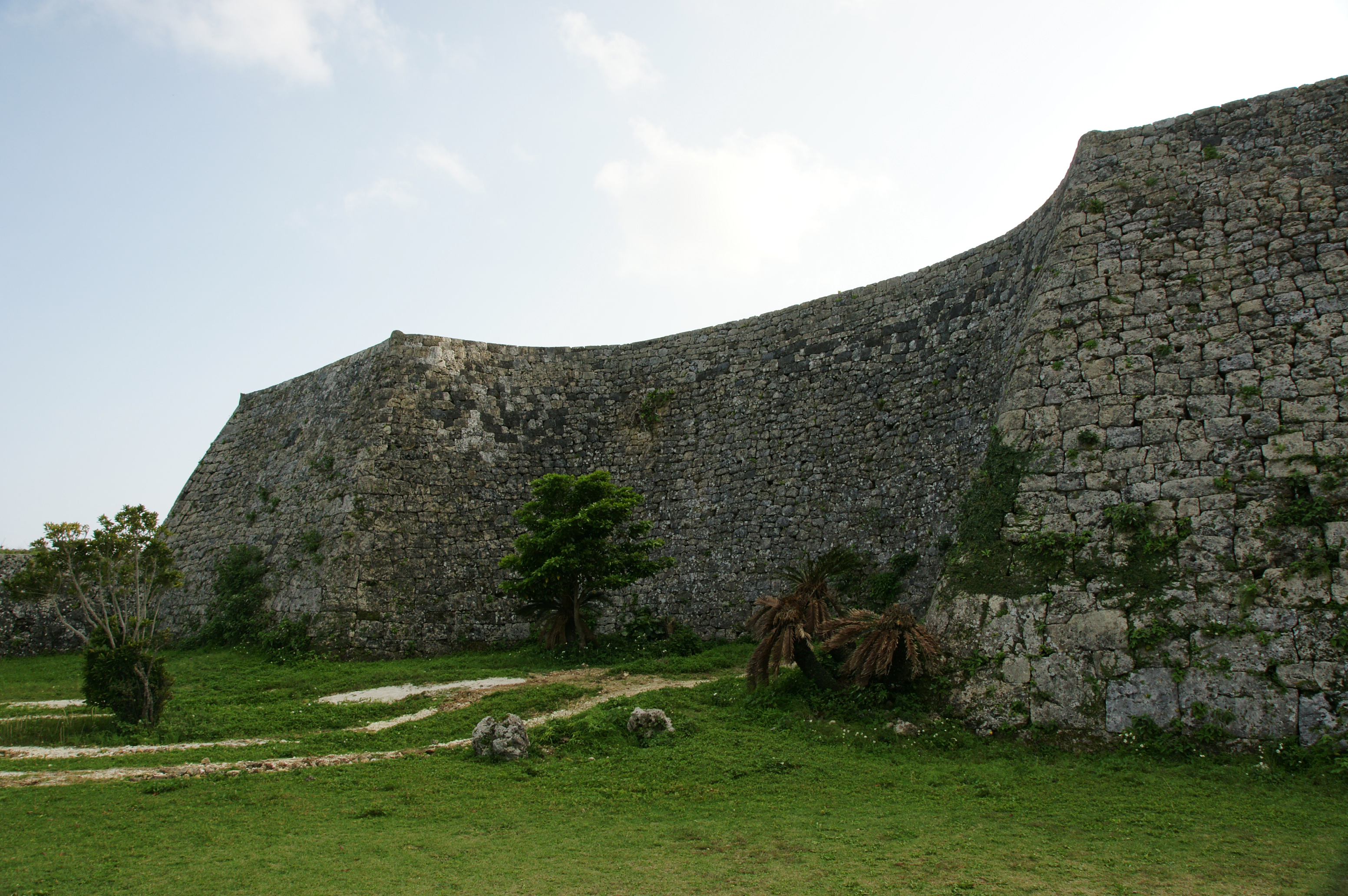
中城城遺址
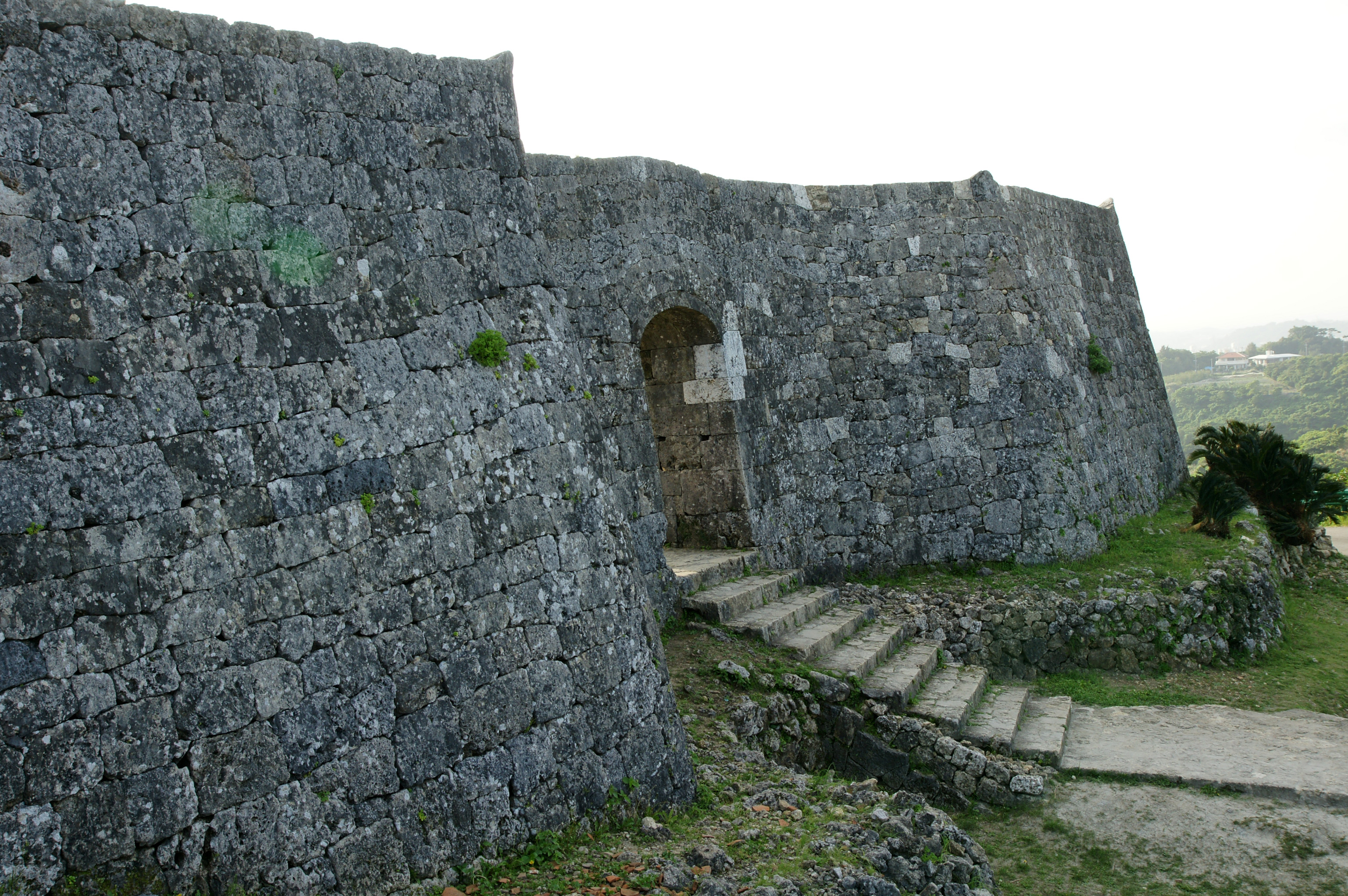
中城城遺址
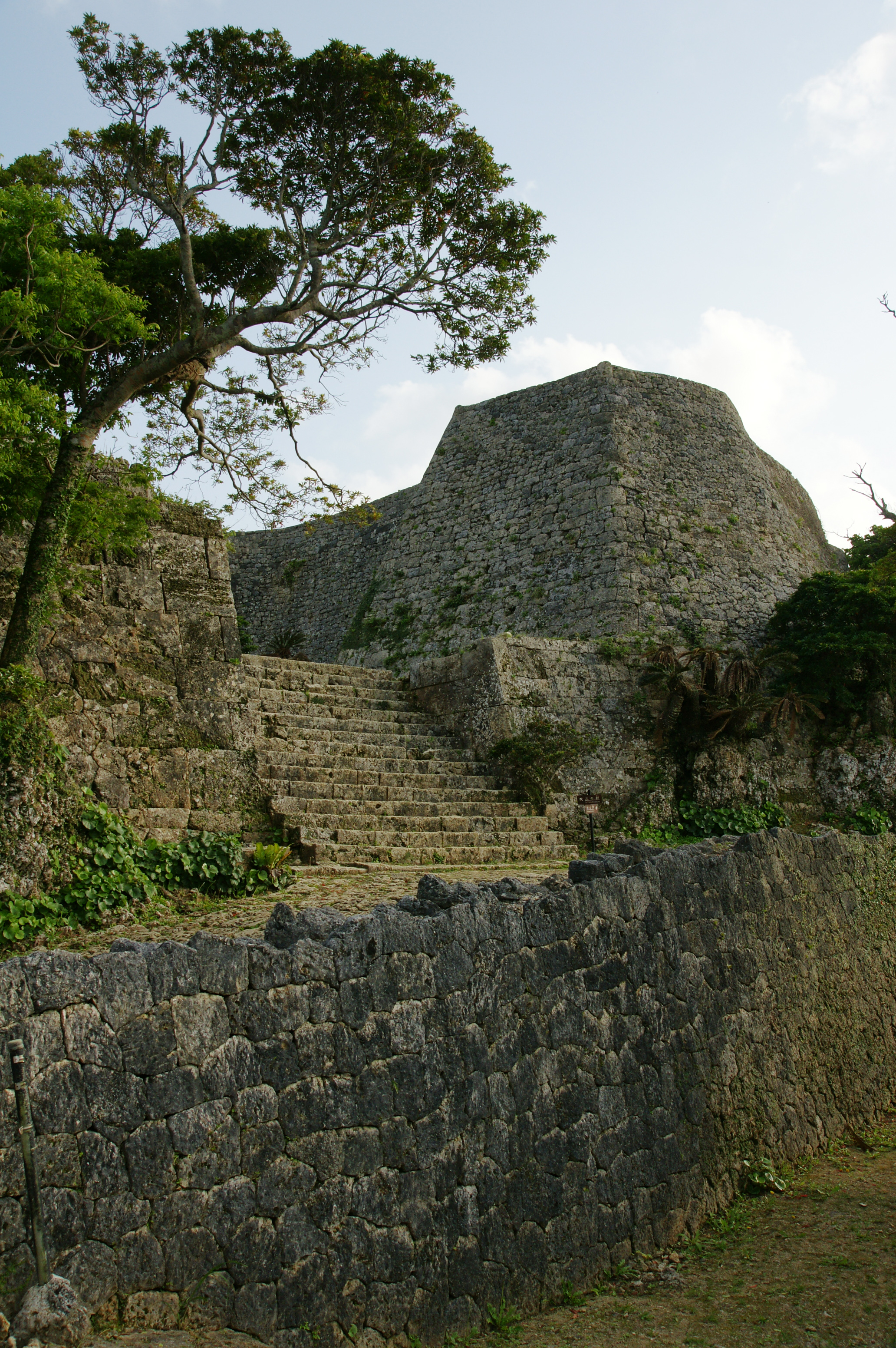
中城城遺址
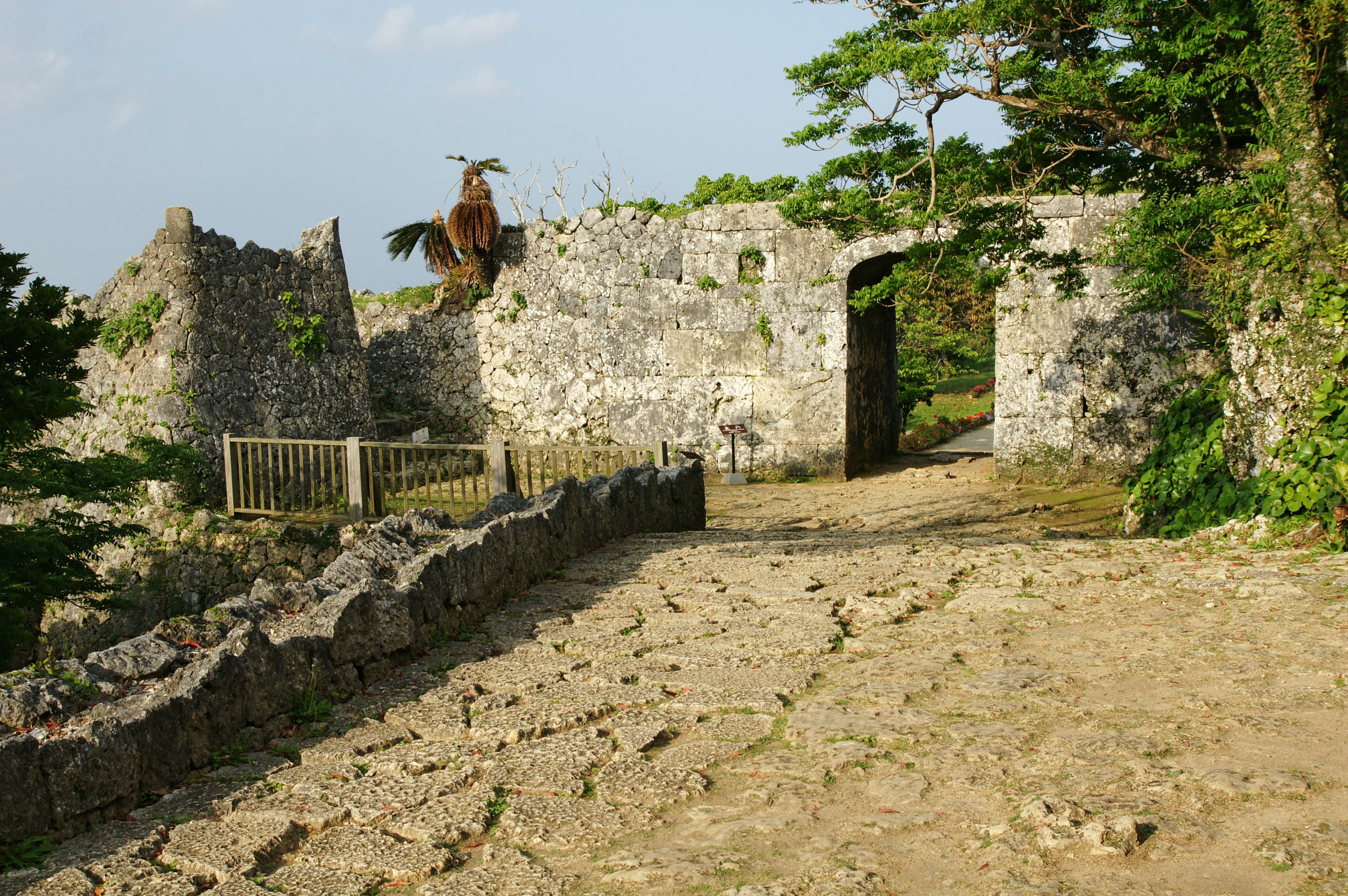
中城城遺址
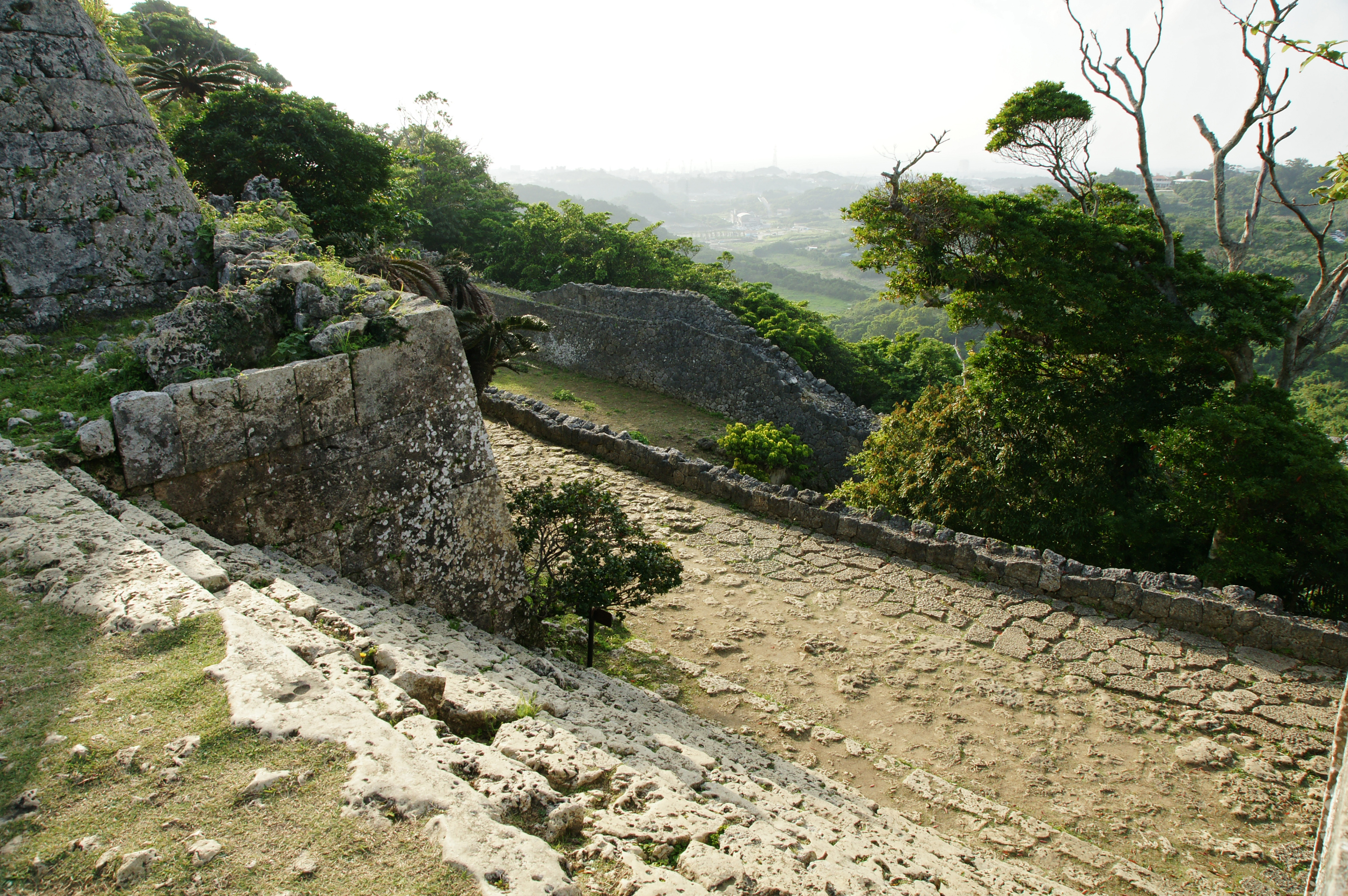
中城城遺址
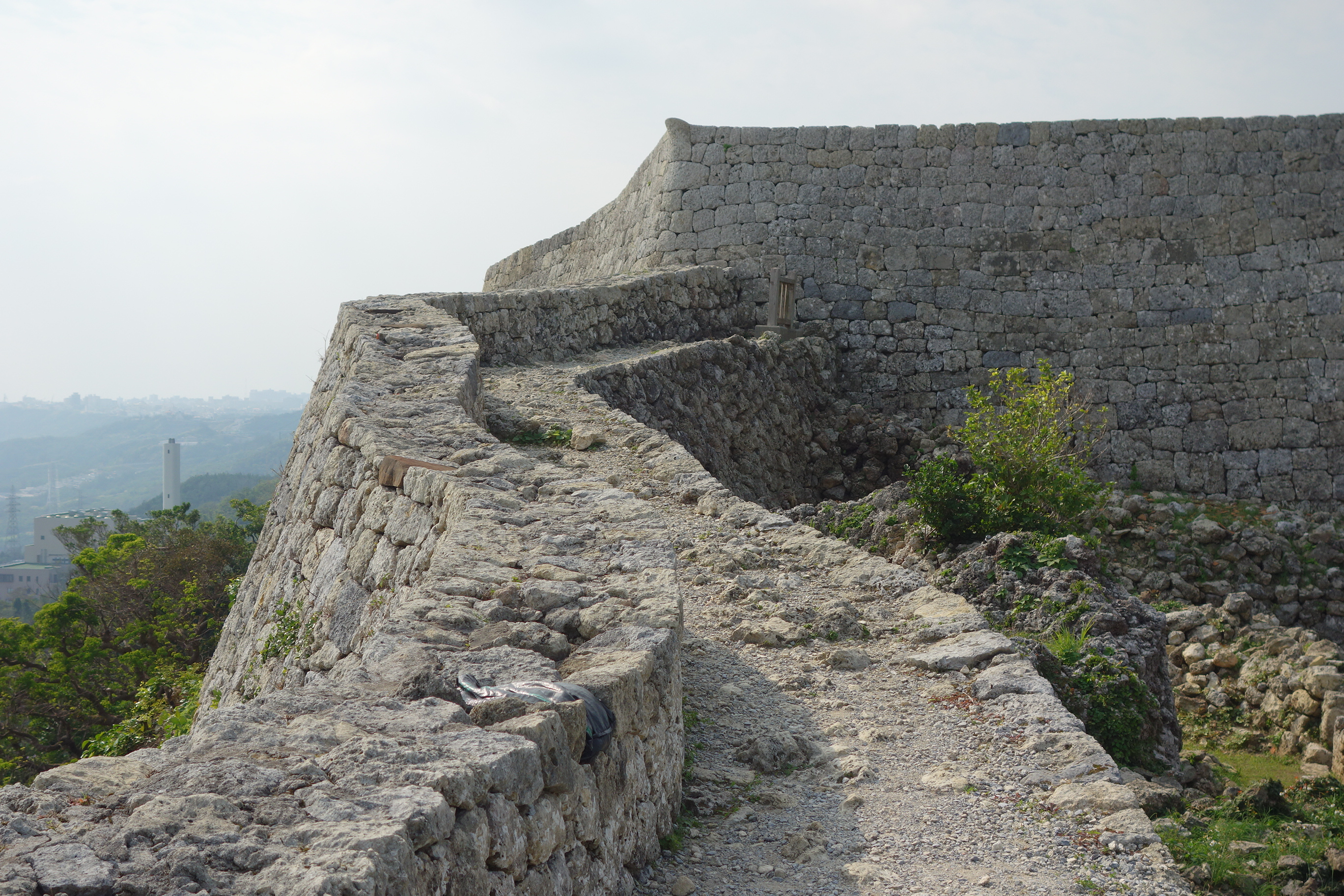
中城城遺址

## 教育
在轄區的南部與西原町交界處有琉球大學的千原校區，千原校區也正是琉球大學的校本部所在地，但其大部分區域都位於西原町內，而位於中城村內的校地則主要為運動場設施；但村內在該校區周邊區域仍因琉球大學的緣故而成為轄內人口較密集的區域。

## 外部連結
- （日語） とよむ中城 中城村官方觀光、文化情報網頁 （页面存档备份，存于）
- （日語） 琉花@中城村初代V観光大使的X（前Twitter）